# Službeni glasnik
Vladino glasilo (drugi nazivi: službeno glasilo, službeni časopis, službene novine, službeni list ili službena obavijest) periodična je publikacija ovlaštena za objavu javnih ili pravnih obavijesti. Obično se uspostavlja statutom ili službenom odlukom i smatra se da objava obavijesti u njemu, bilo vladinih ili privatne skupine, ispunjava zakonske zahtjeve za javnu obavijest.
Glasnici se objavljuju u tiskanom ili u elektroničkom obliku.

## Objavljivanje u privatnim časopisima
U nekim jurisdikcijama novine u privatnom vlasništvu također se mogu registrirati u javnim tijelima radi objave javnih i pravnih obavijesti. Sudovi također mogu ovlastiti privatne novine za objavu pravnih obavijesti. Nazivaju se "pravno utemeljenim novinama".